# Marianne Stanley
Marianne Crawford, po mężu Stanley (ur. 29 kwietnia 1954 w Yeadon) – amerykański trenerka koszykarska, obecnie trenerka Indiany Fever.
26 listopada 2019 została trenerką Indiany Fever.

## Osiągnięcia

### Zawodnicze
AIAW
- Mistrzyni AIAW (1973, 1974)
- Zaliczona do składu Kodak All-America (1975, 1976)

### Trenerskie
Drużynowe
- Mistrzostwo:
  - WNBA (2019)¹
  - NCAA (1985)
  - AIAW (1979, 1980)
  - turnieju:
    - NWIT (1978)
    - konferencji Sun Belt (1983–1985, 1987)

  - sezonu regularnego konferencji:
    - Sun Belt (1983–1985, 1987)
    - Pac 10 (1996)
- Wicemistrzostwo:
  - WNBA (2018)¹
  - NCAA (2007)¹
- Złoto:
  - mistrzostw świata (1986)¹
  - igrzysk dobrej woli (1986)¹
- Brąz igrzysk panamerykańskich (1991)¹
- Final Four:
  - NCAA (1983, 1985, 1996)
  - AIAW (1979, 1980, 1981)
- Mistrzostwa świata U-19 w koszykówce kobiet (1985 – 5. miejsce)

Indywidualne
- Trenerka roku:
  - WNBA (2002)[2]
  - Sun Belt (1984, 1985)
  - Pac-10 (1993)
  - Wirginii (1979–1981, 1984, 1985)
  - dystryktu III NCAA (1983)
  - Fast Break Mideast Region (1984)
- Zaliczona do:
  - galerii sław:
    - żeńskiej koszykówki (2002)
    - sportu:
      - Filadelfii – Philadelphia Sports Hall of Fame
      - ODU Sports Hall of Fame

¹ – jako asystentka trenera